# Luigi Dodi (architetto)
Luigi Dodi (Fiorenzuola d'Arda, 26 novembre 1900 – Milano, 12 settembre 1983) è stato un architetto, ingegnere e urbanista italiano decano della Facoltà di Architettura del Politecnico di Milano. Si distinse come uno dei pionieri della pianificazione urbanistica in Italia e Portogallo.

## Premi e riconoscimenti
La città di Milano gli attribuì per tre volte l'Ambrogino d'oro, rispettivamente nel 1941, 1948 e 1953.